# ملاذ (نجاة)

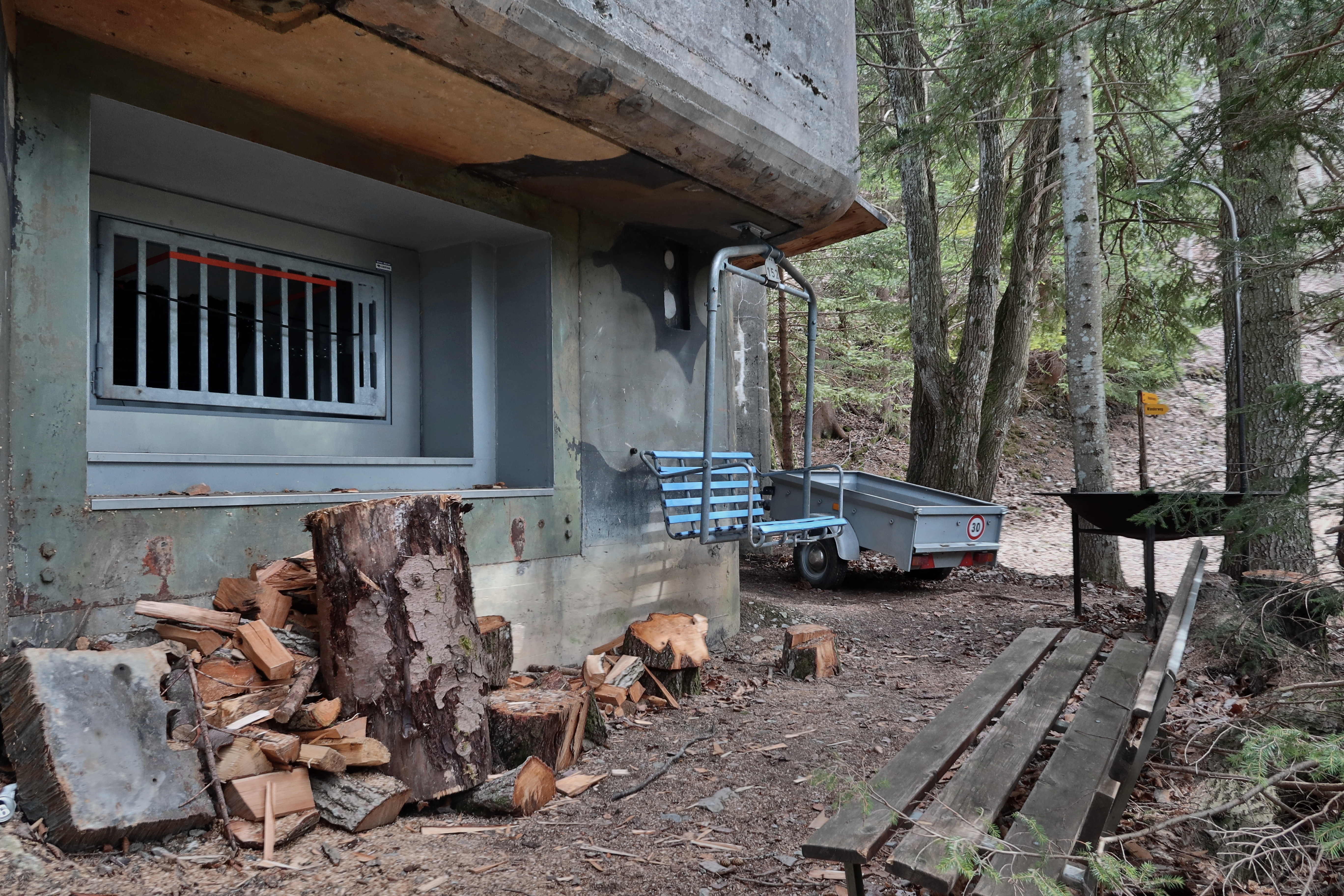
مخبأ، سويسرا، 2023

الملاذ هو مكان لجوء لأولئك الذين ينتمون لحركة أو ثقافة النجاة الفرعية. يطلق على الملاذ أيضًا موقع الهروب، تعمد ملاذات الباقين أن تكون مكتفية ذاتيًا، ويسهل الدفاع عنها، وتتموضع بشكل عام في مواقع ريفية قليلة السكان.

## التاريخ
في حين أن الملاجئ ضد النووية كانت مدعومة منذ خمسينيات القرن الماضي، فإن ملاذات الناجين المكرسة للاكتفاء الذاتي لم تدعم حتى منتصف سبعينيات القرن الماضي. روج لمفهوم ملاذ الناجين من قبل كتاب ناجين مؤثرين بما في ذلك روغر بينسون، وبارتون بيغس، وبروس د. كلايتون، وجيف كوبر، وكريسون كيرني، وجيمس ويسلي راولز، وهاوارد روف، وكورت ساكسون، وجويل سكاوزن، ودون ستيفنز، وميل تابان، ونانسي تابان. يبني الناجون أو البادئون تلك الملاذات لمساعدتهم في حال حدوث كارثة أو ببساطة الاختفاء، وبالتالي تأمين حاجتهم للاكتفاء الذاتي.

### الستينيات
مع تزايد التضخم في الستينيات وتخفيض قيمة العملة الأمريكية الوشيك، والقلق المتواصل من التبادل النووي بين الولايات المتحدة والاتحاد السوفييتي، والضعف المتزايد للمراكز الحضرية في إمداد النقص والأعطال الأخرى في النظام، بدأ عدد من المفكرين المحافظين الأوائل والتحرريين باقتراح أن التحضيرات الفردية ستكون خيارًا حكيمًا. كان هناك تعزيزات أكبر من خلال جهود الحكومة الأمريكية لتشجيع بناء ملاجئ ضد نووية، وضد القنابل في الولايات المتحدة بعد أزمة الصواريخ الكوبية. بدأ هاري براون أيضًا بتقديم ندوات عام 1967 عن كيفية البقاء على قيد الحياة بعد انهيار العملة، عمل براون مع دون ستيفينز وهو مهندس معماري وبائع كتب ومؤلف، وقد وفر معلومات عن كيفية بناء وتجهيز ملاذ بعيد للنجاة. وفر ستيفينز نسخة من كتابه «فهرس الملاذ» المنشور عام 1967 لكل مشترك في الندوات.
ظهرت مقالات حول هذا الموضوع في منشورات تحررية قليلة التوزيع مثل إنوفيتار وأسبوعية أتلانتيس، وفي تلك الفترة بدأ روبرت د. كيفارت بنشر «رسالة النجاة من التضخم» (أعيد تسميتها لاحقًا بالتمويل الشخصي). تضمنت الرسالة الإعلامية فصلًا مستمرًا عن الاستعداد الشخصي كتبه ستيفنز لعدة سنوات، روجت الرسالة لندوات مكلفة حول الولايات المتحدة عن ذات المواضيع التحذيرية. شارك ستيفنز جنبًا إلى جنب مع جيمس ماكفير وآخرون في الدفاع عن الاستثمار والعملات الصعبة.

### السبعينيات
بدا كورت ساكسون عام 1975 بنشر رسالة إعلامية عنوانها الناجي، والتي تناصر الانتقال إلى مناطق قليلة السكان للحفاظ خلال الانهيار الاجتماعي-الاقتصادي وتحضير جيوب محصنة للدفاع ضد ما سماه «عربات القتلة» للناهبين من المناطق الحضرية.
عمم دون ستيفنز عام 1974 مصطلح الملاذ وناصر الانتقال إلى الملاذات الريفية عند انهيار المجتمع.
حذر كتاب مثل هاوارد روف من انهيار اجتماعي-اقتصادي، وأوصى بالانتقال إلى المناطق الزراعية قليلة السكان، وبشكل ملحوظ في كتابه الصادر عام 1979 بعنوان «كيف تزدهر في السنوات السيئة القادمة»، والذي أصبح من أفضل الكتب مبيعًا عام 1979.
استخدم مصطلح الناجي والملاذ لبعض الوقت عام 1970، سقط في نهاية المطاف مصطلح الملاذ من التفضيل، ويعزى ذلك إلى انسحاب الولايات المتحدة من فيتنام، ما أدى إلى الاعتقاد أن البلاد أقل عرضة للهجوم. عاد اهتمام الناس بما يشبه الجنون الجماعي بعد تهديدات الاتحاد السوفييتي خلال فترة الحرب الباردة.
تعد صحيفة النجاة الشخصية إحدى أهم الصحف التي نشرت عن موضوع النجاة وملاذات الناجين خلال السبعينيات (نحو 1977-1982) التي نشرها ميل تابان والذي ألف أيضًا كتب أسلحة النجاة ونصائح تابان حول النجاة. تضمنت الصحيفة أعمدة كتبها تابان بنفسه بالإضافة إلى جيف كوبر، وج. فينتر، وبيل بيير، وبروس د. كلايتون، وريك فينس، ونانسي ماك تابان، وج. ب. وود، والدكتور كارل كيرش، وتشارلز آفيري، وكارل هيس، ويوجين أ. بارون، وجانيت جروين، ودين إنج، وبوب تايلور، وريجنالد بريتنور، وس. ج. كوب، والعديد من الكتاب الآخرين بعضهم تحت أسماء مستعارة. تدور غالبية هذه الصحيفة حول الاختيار والبناء والتجهيز اللوجستي لملاذات الناجين. استلم كارل هيس نشر الصحيفة بعد وفاة تابان عام 1980، وسماها النجاة غدًا.

### الثمانينيات
أفضل كتاب عن ملاذ النجاة خلال ثمانينيات القرن الماضي كان كتاب النجاة بعد يوم الدينونة من تأليف بروس د. كلايتون، والذي ناصر فيه ملاذات الناجين في الأماكن التي تقلل من التداعيات، بالإضافة إلى إنشاء ملاجئ ضد القنابل و/أو ملاجئ ضد نووية التي تؤمن الحماية في حال حدوث حرب نووية.

### التسعينيات
نشرت عدة كتب خلال التسعينيات تقدم نصائح حول ملاذات الناجين وتغيير الأمكنة. بعض الكتب المؤثرة في دوائر ملاذات الناجين ومنها ملاذ الناجي: خطة كاملة للدفاع الملاذي بقلم راغنار بينسون، والانتقال الاستراتيجي دليل أمريكي للأماكن الآمنة بقلم جويل سكوسين، والبيت الآمن أيضًا بقلم سكوسين.

### منذ 2000 إلى الآن
شهدت مناصرة ملاذات الناجين، في السنوات الأخيرة، عودة قوية بعد الهجمات الإرهابية على مركز التجارة العالمي في مدينة نيويورك في عام 2001 وهجمات 2002 و2005 في بالي وتفجيرالقطارات في مدريد عام 2004 وتفجيرات وسائل النقل العامة في لندن عام 2005.
دافعت عدة كتب نشرت منذ عام 2000 عن ملاذات النجاة وتغيير الأمكنة، بعض تلك الكتب كان لها تأثير هام على دوائر الناجين ومنها: كيف تنفذ ملجأ عالي الأمان في المنزل بقلم جويل سكوسين ونصائح راولز عن الانتقال إلى الملاذ بقلم جيمس ويسلي راولز والحياة بعد الإرهاب ما الذي تحتاج معرفته للنجاة في عالم اليوم بقلم بروس د. كلايتون.
تناقش مواقع ومنتديات ومدونات الناجين (مثل مدونة النجاة) أفضل المواقع لإقامة الملاذات وكيفية بنائها وتحصينها وتجهيزها وكيفية تشكيل مجموعات لملاذات الناجين.
دفعت المشكلات الاقتصادية الناجمة عن انهيار الائتمان الناتج عن أزمة الرهون العقارية في الولايات المتحدة عام 2007 شريحة واسعة من السكان إلى تعديل منازلهم، بالإضافة إلى إنشاء ملاذات مخصصة للنجاة. نقلت صحيفة نيويورك تايمز في أربيل عام 2008 عن جيمس ويسلي راولز محرر مدونة النجاة قوله إن الاهتمام بحركة النجاة شهد أكبر نمو له منذ نهاية سبعينيات القرن الماضي، وصرح أيضًا بأن النواة الأساسية لقراء المدونة أضيف لها قراء من يسار الوسط وأحزاب الخضر.

## الحاجة للملاذ
نقل مراسل الأسوشيتيد برس في بيتر أرنيت عام 1981 عن ميل تابان قولها إن المفهوم الأكثر أساسية حول التحضير للكوارث طويلة الأمد في الملاذات، هو امتلاك مكان آمن لتجنب العنف المركز المعد للثوران في المدن.

## المقاييس الشائعة لأماكن الملاذات
تشمل مقاييس اختيار أماكن الملاذات، الكثافة السكانية الخفيفة، والماء الوفير، والأراضي الصالحة للزراعة، والتعرض الشمسي الجيد للحدائق، والألواح الضوئية، والتموضع فوق أي من سهول الفيضية، واقتصاد محلي متنوع وصحي. ينادي العديد من الناجين، خوفًا من أعمال الشغب والنهب وغيره من الاضطرابات، باختيار أماكن الملاذات التي تبعد مسافةً كافية عن أي منطقة حضرية كبرى. توصف الخصائص غير الموجودة في المناطق المقسمة، أو خطوط اللجوء المتوقعة.
يعد الاكتفاء الذاتي أحد الأهداف الرئيسية للملاذات طوال فترة انهيار المجتمع. تعتبر المياه الوفيرة، والتربة الصالحة للزراعة من أهم الاعتبارات، تحقيقًا لهذه الغاية. علاوةً على ذلك، هناك أولوية في حالة المناطق المنعزلة التي يمكن الدفاع عنها، لا يرغب مناصرو فكرة الملاذات، عادة، في تعريض مساكنهم أو مبانيهم للخطر، إذ يفضلون ألا تكون على مقربة من أي طريق سريع رئيسي.
يوصي كل من جيمس ويسلي راولز، وجويل سكوسين، بمنطقة إنترماونتن الغربية بالولايات المتحدة، نظرًا لكثافتها السكانية المنخفضة وتنوع اقتصادها، بصفتها منطقة مفضلة لبناء الملاذات وتغيير مكان السكن. أوصى ميل تابان بجنوب غرب ولاية أوريغون، على الرغم من أن الكثافة السكانية أعلى، حيث كان يعيش، وهي في المقام الأول لأنها لا تمثل هدفًا نوويًا إذا ما استهدفت في الولايات المتحدة.
شعر تابان بخيبة أمل بسبب التركيبة السكانية في جنوب غرب ولاية أوريغون بعد تدفق الناجين أواخر سبعينيات القرن الماضي. نقل عدد كبير جدًا من الأطباء والمحامين إلى ولاية أوريغون، ولا يوجد عدد كاف من السباكين أو تقنيي الكهرباء أو النجارين.